# Daewoo Motors
Daewoo Motors (транскр.  Дејву моторс) је бивши јужнокорејски произвођач аутомобила основан 1983. године као део Даеву групе. Након азијске финансијске кризе, 2001. године Даеву је продао већи део акција Џенерал моторсу. Од тада носи назив GM Daewoo све до 2011. године, када поново мења име у GM Korea које данас носи.

## Историја
Компанија је први пут основана 1937. године као National Motors. Новембра 1962. године име је промењено у Saenara Motors, која је склапала и продавала модел Датсун блубирд пл 310. Била је прва компанија која је производила аутомобиле у Јужној Кореји и имала је модерну фабрику. Shinjin Industrial купује 1965. године Saenara Motors и мења назив у Shinjin Motors након успостављања сарадње са Тојотом. Године 1972, Тојота се повукла из савеза, а Shinjin Motors се удружује са Џенерал моторсом под именом General Motors Korea (GMK), али 1976. године мења назив у Saehan Motors.
Након што је Даеву група децембра 1982. године стекла контролу над Saehan Motorsom, од јануара 1983. године, назив је званично промењен у Даеву моторс. Од 1996. године сви аутомобили су били засновани на моделима Џенерал моторса.
Године 1988, након велике азијске кризе, Даеву моторс је преузео Сангјонг, специјализованог произвођача теренских и луксузних аутомобила. Међутим, већ 2000. године Даеву моторс је био приморан да прода Сангјонг, пошто је цела Даеву група упала у велику финансијску кризу и дугове. 1999. године је Даеву група упала у финансијске проблеме и била је приморана да прода своју подружницу за производњу аутомобила. Кандидати за преузимање су били Хјундаи, Форд и Џенерал моторс-Фијат алијанса. Коначно, Џенерал моторс је био тај који је преузео Даеву моторс.
Шевролет је презео постојеће све моделе Даевуа и полако их пребацивао у своје. Године 2005. Шевролет је дошао у Европу, а сви модели Даевуа су преименовани као Шевролетова возила.
Године 2002. Даеву комерцијална возила су одвојена од матичног Даеву моторса, да би две године касније била продата највећем индијском произвођачу путничких и комерцијалних аутомобила Тата моторсу. Тако настаје нова компанија Тата Даеву у потпуном власништву Тата моторса.